# ماهیان باله‌خاری
ماهیان باله‌خاری (نام علمی: Diretmidae) نام یک تیره از راسته سنجاب‌ماهی‌سانان است.